# آرثر روبرت هوغ
آرثر روبرت هوغ (بالإنجليزية: Arthur Robert Hogg)‏ هو عالم فلك أسترالي، ولد في 25 نوفمبر 1903 في ملبورن في أستراليا، وتوفي في 31 مارس 1966.